# Constance Talmadge

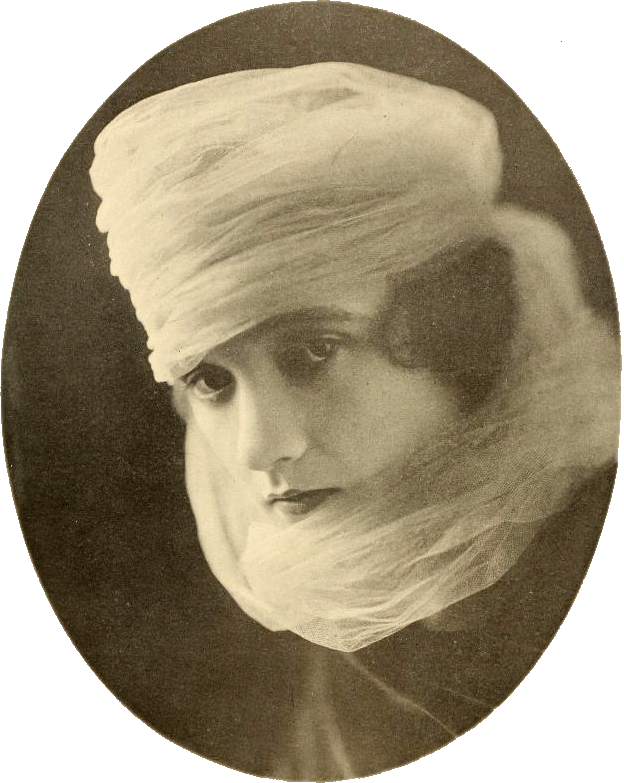
Constance Talmadge (1917)

Constance Alice Talmadge (* 19. April 1898 in Brooklyn, New York; † 23. November 1973 in Los Angeles, Kalifornien) war eine US-amerikanische Schauspielerin der Stummfilmzeit.

## Leben
Ihr Vater verließ Constance, ihre Mutter und deren zwei weitere Töchter Natalie Talmadge und Norma Talmadge. Somit waren die vier Frauen wirtschaftlich ganz auf sich allein gestellt. Nachdem ihre Schwester Norma ab dem Jahr 1909 in Filmen mitgespielt hatte und damit Erfolge aufweisen konnte, entschloss sich Constance Talmadge ebenfalls Schauspielerin zu werden. Während sich Norma vorwiegend auf dramatische Sujets konzentrierte, wurde Constance Talmadge vor allem in Komödien besetzt.
Im August 1915 zog die Talmadge-Familie nach Hollywood, wo Constance durch ihren Auftritt in Intoleranz des Regisseurs David Wark Griffith erste positive Kritiken erhielt. Im selben Jahr wurde die Schauspielerin die Schwägerin des Filmproduzenten und späteren Präsidenten der United Artists Joseph Schenck durch dessen Ehe mit Norma. Durch die Ehe zwischen Buster Keaton und Natalie Talmadge war der Komiker ebenfalls Constances Schwager.
Constance Talmadge trat in keinem Tonfilm auf und beendete 1929 ihre Karriere.

## Filmografie (Auswahl)
- 1914: Buddy’s First Call (Kurzfilm)
- 1915: Captivating Mary Carstairs
- 1916: The Missing Links
- 1916: Intoleranz (Intolerance)
- 1916: The Microscope Mystery
- 1916: The Matrimaniac
- 1917: A Girl of the Timber Claims
- 1917: Betsy’s Burglar
- 1917: The Lesson
- 1917: Scandal
- 1917: The Honeymoon
- 1918: The Studio Girl
- 1918: The Shuttle
- 1918: Up the Road with Sallie
- 1918: Good Night, Paul
- 1918: A Pair of Silk Stockings
- 1918: Sauce for the Goose
- 1918: Mrs. Leffingwell’s Boots
- 1918: A Lady’s Name
- 1919: Who Cares?
- 1919: Romance and Arabella
- 1919: Experimental Marriage
- 1919: The Veiled Adventure
- 1919: Happiness a la Mode
- 1919: A Temperamental Wife
- 1919: A Virtuous Vamp
- 1920: Two Weeks
- 1920: In Search of a Sinner
- 1920: The Love Expert
- 1920: The Perfect Woman
- 1920: Good References
- 1920: Dangerous Business
- 1921: Mama’s Affair
- 1921: Lessons in Love
- 1921: Wedding Bells
- 1921: Woman’s Place
- 1922: Polly of the Follies
- 1922: The Primitive Lover
- 1922: Osten ist Westen (East Is West)
- 1923: The Dangerous Maid
- 1923: Dulcy
- 1924: The Goldfish
- 1924: Ihre romantische Nacht (Her Night of Romance)
- 1925: Learning to Love
- 1925: Die Zwillingsschwester (Her Sister from Paris)
- 1926: Hoheit inkognito (The Duchess of Buffalo)
- 1927: Die Venus von Venedig (Venus of Venice)
- 1927: Breakfast at Sunrise
- 1929: Vénus

## Auszeichnung
- 1960: Star auf dem Hollywood Walk of Fame in der Kategorie Film